# El robatori més gran del segle
El robatori més gran del segle (títol original: The Brink's Job) és una pel·lícula estatunidenca dirigida per William Friedkin, estrenada el 1978. Ha estat doblada al català. La història es suporta en esdeveniments reals, i en la qual els protagonistes s'han servit de consellers tècniques durant el rodatge.

## Argument
En els anys cinquanta, un grup de delinqüents de poca volada i amb molt poca sort en la vida, decideixen donar un cop contra un furgó blindat d'una poderosa companyia de seguretat. Un d'ells s'ha adonat que, malgrat el seu prestigi, la companyia deixa molt a desitjar en qüestió de seguretat i que, per tant, el cop serà relativament senzill.

## Repartiment
- Peter Falk: Tony Pino
- Peter Boyle: Joe McGinnis
- Allen Garfield: Vinnie Costa
- Warren Oates: Specs O'Keefe
- Gena Rowlands: Mary Pino
- Paul Sorvino: Jazz Maffie
- Sheldon Leonard: J. Edgar Hoover
- Gerard Murphy: Sandy Richardson
- Kevin O'Connor: Stanley Gusciora
- Earl Hindman: agent de l' FBI
- Claudia Peluso: Gladys